# Lechstaustufe 4 – Dessau
Die Lechstaustufe 4 – Dessau ist eine Staustufe des Lechs zwischen Schongau und Füssen.

## Geografie
Die Staustufe befindet sich an Flusskilometer 140,0 auf dem Gemeindegebiet von Steingaden zwischen Dessau und Hirschau im Landkreis Weilheim-Schongau.

## Technische Daten
Betreiber des Laufwasserkraftwerkes ist die Uniper Kraftwerke, die erzeugte Leistung beträgt 10,2 MW bei einer Fallhöhe von 8,0 Metern.
Der Ausbaudurchfluss des seit 1967 im Betrieb befindlichen Kraftwerkes beträgt 142,5 m³/s, das Regelarbeitsvermögen 48.609 MWh pro Jahr.
Siehe auch: Liste von Wasserkraftwerken in Deutschland

## Naturraum
Etwas unterhalb des Kraftwerkes erstreckt sich das Naturschutzgebiet Lechabschnitt Hirschauer Steilhalde – Litzauer Schleife. Die hier ursprünglich geplante Staustufe 5 wurde von einem Bündnis aus Anwohnern, Wissenschaftlern und Naturschützern 1986 endgültig verhindert.